# Bate Forte
Bate Forte é uma empresa de distribuição atacadista brasileira, pertencente ao Grupo Pereira. Fundada em 1984 na cidade de Campo Grande, no Mato Grosso do Sul, atualmente está sediada em São Paulo, capital do estado homônimo.
O Bate Forte possui 7 centros de distribuição e 780 representantes comerciais autônomos (RCA) nos estados de Mato Grosso, Mato Grosso do Sul, Goiás, Santa Catarina, São Paulo e no Distrito Federal.